# Богданович, Галина Юрьевна
Гали́на Ю́рьевна Богдано́вич (род. 18 июля 1956 или 1956, Севастополь) — советский, украинский и российский учёный-лингвист, культуролог, преподаватель, публицист, доктор филологических наук, профессор Крымского федерального университета имени В. И. Вернадского.

## Биография
Родилась 18 июля 1956 года в Севастополе в семье военнослужащего. В 1978 году окончила филологический факультет Симферопольского государственного университета им. М. В. Фрунзе.
С 1978 года преподаёт на филологическом факультете Симферопольского государственного университета им. М. В. Фрунзе (с 1999 — Таврический национальный университет имени В. И. Вернадского, с 2015 — Крымский федеральный университет имени В. И. Вернадского). В 1984 году защитила диссертацию на соискание учёной степени кандидата филологических наук на тему «Морфематически мотивированные глагольные омонимы в русском языке».
С 1993 года в соавторстве с Э. М. Сапожниковой разработала и издала цикл учебно-методических пособий по русскому языку для СОШ Крыма, которые использовались учителями русского языка крымских школ.
В 2003 году защитила докторскую диссертацию по теме «Русский язык в полилингвокультурной ситуации (функционально-коммуникативный аспект)». С 2002 по 2020 года была заведующей кафедрой межъязыковых коммуникаций и журналистики факультета славянской филологии и журналистики Таврической академии.
В 2003—2014 годах была директором Крымского научно-методического центра управления образованием Таврического национального университета им. В. И. Вернадского и Академии педагогических наук Украины.
С 2005 по 2020 год была деканом факультета славянской филологии и журналистики Таврической академии.
В 2014—2020 годах была директором научно-методического центра полилингвального образования Таврической академии.

## Научная деятельность
Исследует лингвистические и социокультурные (этнолингвистика, регионалистика, социолингвистика, лингвокультурология) проблемы межъязыковых коммуникаций, методы обеспечения лингвистического образования в полиэтнической среде, информационно-коммуникативные технологии в языкознании, а также вопросы научной коммуникации и коммуникологии, методологии исследования коммуникативного дискурса и медиаконтекста.
Ввела в научный обиход ряд терминов и понятий межкультурной коммуникации. Впервые изучила динамику и предложила комплексную методику описания лингвокультурной ситуации региона, четко обозначив русскую языковую доминанту в поликультурной среде.
Создатель и руководитель научной школы «Современные кросскультурные коммуникации и медиаконтент».
Под её руководством защищены диссертации 2 докторов наук и 12 кандидатов наук.
Организатор международных форумов и конференций «Межкультурные коммуникации» (2002—2014), «Межкультурные коммуникации: русский язык в современном измерении» (2015—2020), «Современное информационное пространство: журналистика и медиаобразование» (2005—2018).
Член Организационных и Программных комитетов международного фестиваля «Великое русское слово», Ливадийского форума, «Типология вида/аспекта: проблемы, поиски, решения».
В 2004 году стала иностранным членом Российской академии естественных наук.
Член Федерального учебно-методического объединения по направлению «Языкознание и литературоведение» Российской академии образования, член Ассоциации «Общество русской словесности», член правления РОПРЯЛ, эксперт Российской академии наук, член экспертного Совета по русскому языку Афинского государственного университета имени Кападострия (Греция).
В 2005—2020 годах являлась главным редактором научного журнала «Учёные записки Крымского федерального университета им. В. И. Вернадского. Филологические науки».
Член советов по защите докторских и кандидатских диссертаций: заместитель председателя Совета Д 212.101.19 при Кубанском государственном университете по научным специальностям 10.02.01 Русский язык и 10.02.19 Теория языка; член Совета Д.900.006.01 при Крымском федеральном университете имени В. И. Вернадского" по научной специальности 24.00.01 Теория и история культуры (культурология, философские науки); член Совета по научной специальности 23.00.04 Политические проблемы международных отношений, глобального и регионального развития.

## Семья
Замужем, есть дочь Ольга.

## Награды и звания
- Нагрудный знак МОН Украины «Отличник образования» (1998)
- Заслуженный работник образования Автономной Республики Крым (2008)
- Золотая медаль украинской журналистики НСЖУ (2009)
- Медаль имени Н. В. Гоголя УАПРЯЛ (2014)
- Медаль «За доблестный труд» (2016)
- Золотая медаль имени В. И. Вернадского КФУ (2018)[14]
- Благодарность Президента Российской Федерации (2018)[15]

## Публикации
Автор более 250 научных публикаций, в том числе монографий, словарей, учебных и методических пособий, статей.

### Монографии
- Богданович Г. Ю. Русский язык в аспекте проблем лингвокультурологии. — Симферополь: Доля, 2002. — 392 с. — ISBN 966-7980-96-0.
- Богданович Г. Ю. Русский язык в аспекте проблем лингвокультурологии. 2-е издание. — Симферополь: Оджакъ, 2015. — 296 с. — ISBN 966-7980-96-0.
- Богданович Г. Ю. Русский язык в аспекте проблем лингвокультурологии. 3-е издание. — М.: Флинта, 2017. − 308 с. — ISBN 978-5-9765-2979-3.
- Богданович Г. Ю. Русский язык в аспекте проблем лингвокультурологии. 4-е издание. — М.: Флинта, 2018. — 308 с. — ISBN 978-5-9765-2979-3.
- Арзамасцева И. Н., Баданина И. В., Богданович Г. Ю. и др. Концепция возрождения отечественной традиции детского чтения (коллективная монография). — М.: Издательство Московского университета, 2017. — 144 с. — ISBN 978-5-19-011243-6.
- Аржанцева Т. В., Богданович Г. Ю., Дикарева С. С. и др. Современная картина мира: крымский контекст (коллективная монография). Книга 1 (под ред. Г. Ю. Богданович). − Симферополь: ИТ «Ариал», 2017. — 380 с. — ISBN 978-5-906877-65-9.
- Аржанцева Т. В., Богданович Г. Ю., Дикарева С. С. и др. Современная картина мира: крымский контекст (коллективная монография). Книга 2 (под ред. Г. Ю. Богданович). — Симферополь: ИТ «АРИАЛ», 2018. — 336 с. — ISBN 978-5-907118-51-5
- Аржанцева Т. В., Богданович Г. Ю., Дикарева С. С. и др. Современная картина мира: крымский контекст (коллективная монография). Книга 3 (под ред. Г. Ю. Богданович). − Симферополь: Издательский дом КФУ, 2020. − 212 с. — ISBN 978-5-6044947-3-8

### Словари и учебные пособия
- Бубякина Г. Ю. и др. Практикум по русской орфографии и пунктуации для работы в лингафонном кабинете (учебное пособие). — Киев-Одесса: Вища школа, 1989. — 240 с.
- Богданович Г. Ю., Синельникова Л. Н. Введение в лингвистическую гендерологию: материалы к спецкурсу (учебно-методическое пособие). — Симферополь: Таврия, 2001. — 40 с. — ISBN 966-617-085-X.
- Богданович Г. Ю., Ничик Н. Н., Петров А. В., Чернобривец С. Г. Орфографический и пунктуационный практикум: учебное пособие для студентов филологического факультета. — Симферополь: Таврия, 2004. — 242 с. — ISBN 966-572-108-9.
- Богданович Г. Ю., Балашова И. Г., Новикова Т. Ю. Полуостров Крым от А до Я. Лингвокультурологический словарь на русском и украинском языках. — Симферополь: МСП «Ната», 2007. — 274 с.
- Богданович Г. Ю., Балашова И. Г., Буц Н. В., Девлетов Р. Р., Новикова Т. Ю., Оказ Л. С. Шире круг: русско-украинско-крымскотатарский учебный тематический словарь (учебный словарь). — Симферополь: Феникс, 2009. — 268 с. — ISBN 978-966-1551-35-9.
- Богданович Г. Ю., Сапожникова Э. М. Компетентностно-ориентированное обучение орфографии (учебно-методическое пособие). — Симферополь: Феникс, 2010. — 157 с. — ISBN 978-966-491-104-4.
- Бацевич Ф. С., Богданович Г. Ю. Украинско-русский словарь терминов межкультурной коммуникации (учебный словарь). — Саки: Феникс, 2011. — 284 с. — ISBN 978-966-1551-77-9.
- Богданович Г. Ю., Балашова И. Г., Данецка И., Новикова Т. Ю. Шире круг: русско-украинско-польский учебный тематический словарь. — Симферополь: Оджакъ, 2012. — 240 с. — ISBN 978-966-1551-35-9.
- Богданович Г. Ю., Балашова И. Г., Буц Н. В., Девлетов Р. Р., Новикова Т. Ю. Речевой этикет: русско-украинско-крымско-татарские соответствия (учебное пособие). — Киев: Педагогічна думка, 2012. − 200 с.
- Богданович Г. Ю., Балашова И. Г., Новикова Т. Ю. Крымский контекст: учим слова вместе: учебное пособие по лексике с использованием видеопрограммы. — Симферополь: ООО «Антиква», 2015. − 116 с. − ISBN 978-5-9907507-7-7.
- Богданович Г. Ю. Русский язык в Крыму: межкультурная коммуникация, образование, медиапространство. — Симферополь, 2016. — 396 с.
- Богданович Г. Ю., Рудницкая Л. И. Русский язык и культура речи (учебное пособие). — Симферополь: ИТ «Ариал», 2017. — 284 с. — ISBN 978-5-906962-01-0.
- Богданович Г. Ю., Ничик Н. Н., Петров А. В., Чернобривец С. Г. Русский язык. Практикум по орфографии и пунктуации (учебное пособие). — Симферополь: ИТ «АРИАЛ», 2017. — 256 с. — ISBN 978-5-906962-17-1
- Богданович Г. Ю., Балашова И. Г., Новикова Т. Ю. Знакомимся с Крымом: от древности до наших дней (учебное пособие). — Симферополь: ИТ «Ариал», 2019. — 236 с. — ISBN 978-5-907162-74-7.
- Богданович Г. Ю., Георгиадис И. А., Керасиди Н. Х., Новикова Т. Ю. Речевой этикет: русско-греческие соответствия (учебное пособие). — Белгород: КОНСТАНТА, 2019. — 136 с. — ISBN 978-5-907159-33-4.
- Богданович Г. Ю., Калугина А. Ю. Коммуникативные технологии: студенческие медиа и имидж вуза. — Симферополь: ИТ «Ариал», 2019. — 68 с. — ISBN 978-5-907198-44-9.